# Virginie la grenouille
Pour les articles homonymes, voir Virginie.
Allô grenouille
Virginie la grenouille (simplement Virginie dans le télé-horaire) est une série télévisée jeunesse québécoise diffusée du 8 septembre 1976 au 15 juin 1979 à la Télévision de Radio-Canada.

## Synopsis
« Virginie est installée dans la maison du grand-père Cailloux, où elle passe l'hiver. Chantale, une petite amie âgée d'une douzaine d'années, a conçu et fabriqué le vivarium, sorte de cage où on reconstitue le milieu naturel des petits animaux, où sa camarade a élu domicile.
Bien entendu, le grand-père Cailloux rend visite aux deux copines de temps à autre, question de manifester ses talents de conteur. Car le premier objectif de Virginie est d'entraîner le téléspectateur dans le monde infini de l'imaginaire. Ce voyage se fera par le moyen de récits, contes et histoires, illustrés par des dessins mobiles. »

— Ici Radio-Canada Télévision

## Fiche technique
- Scénario : André Cailloux
- Réalisation : Raymond Pesant
- Société de production : Société Radio-Canada

## Distribution
- Louise Gamache : Virginie (voix et manipulation)
- Danielle Schneider : Chantale
- André Cailloux : grand-père Cailloux